# Waldbahn (Marke)

Logo Waldbahn

Waldbahn ist seit dem 29. September 1996 der Markenname für Züge der Länderbahn GmbH (damals Regentalbahn AG) auf den Bahnstrecken Plattling–Bayr. Eisenstein, Zwiesel–Grafenau und Zwiesel–Bodenmais. Seit dem 12. September 2016 befährt die Waldbahn auch die Bahnstrecke Gotteszell–Viechtach.

## Geschichte
Die Regentalbahn übernahm am 23. Mai 1993 den Personenverkehr auf den Zweigstrecken von Zwiesel nach Bodenmais sowie nach Grafenau im Auftrag der DB Regio. Nach der Lieferung von Dieseltriebwagen des Typs Regio-Shuttle wurde der Markenname Waldbahn eingeführt. Zum 26. Mai 1997 übernahm die Regentalbahn auch die Leistungen auf der Bahnstrecke Plattling–Bayerisch Eisenstein, die Anschluss an den Fernverkehr in Deutschland und Tschechien hat, unter dieser Bezeichnung.

Streckennetz der Waldbahn

Der Personenverkehr auf dieser Bahnstrecke wurde im Jahr 2011 zusammen mit weiteren Verkehrsleistungen in Ostbayern ausgeschrieben. Die Bayerische Eisenbahngesellschaft (BEG) gab am 22. Juli 2011 bekannt, dass vom 15. Dezember 2013 bis 10. Dezember 2023 die Regentalbahn (heute „Die Länderbahn“) direkt mit dem Zugbetrieb beauftragt wird. Hierbei wird der Streckenabschnitt Plattling–Deggendorf auf einen Halbstundentakt verdichtet. Des Weiteren wurde der Verkehr auf der Strecke Grafenau–Zwiesel zum Fahrplanjahr 2023 auf einen Stundentakt verdichtet. Planungen, die Züge von Bayerisch Eisenstein ins tschechische Klatovy zu verlängern, zerschlugen sich.
Seit 15. Dezember 2013 ist die Länderbahn direkter Auftragnehmer der Bayerischen Eisenbahngesellschaft. Die bahninterne betriebliche Zuggattung änderte sich dadurch von RB (Regionalbahn) auf DPN (Nahverkehrszug von Dritten). Die interne Produktbezeichnung änderte sich auf WBA.
Seit Dezember 2014 verkehren die Züge der Waldbahn nicht mehr grenzüberschreitend bis ins tschechische Špičák (Železná Ruda) (Spitzberg).
Am 25. August 2016 bekam die Länderbahn nach einer Ausschreibung den Zuschlag für den Probebetrieb auf der Bahnstrecke Gotteszell–Viechtach, auf der am 12. September 2016 der Betrieb im Stundentakt mit ehemaligen ODEG-Triebwagen (Regio-Shuttles) aufgenommen wurde.

## Taktverkehr

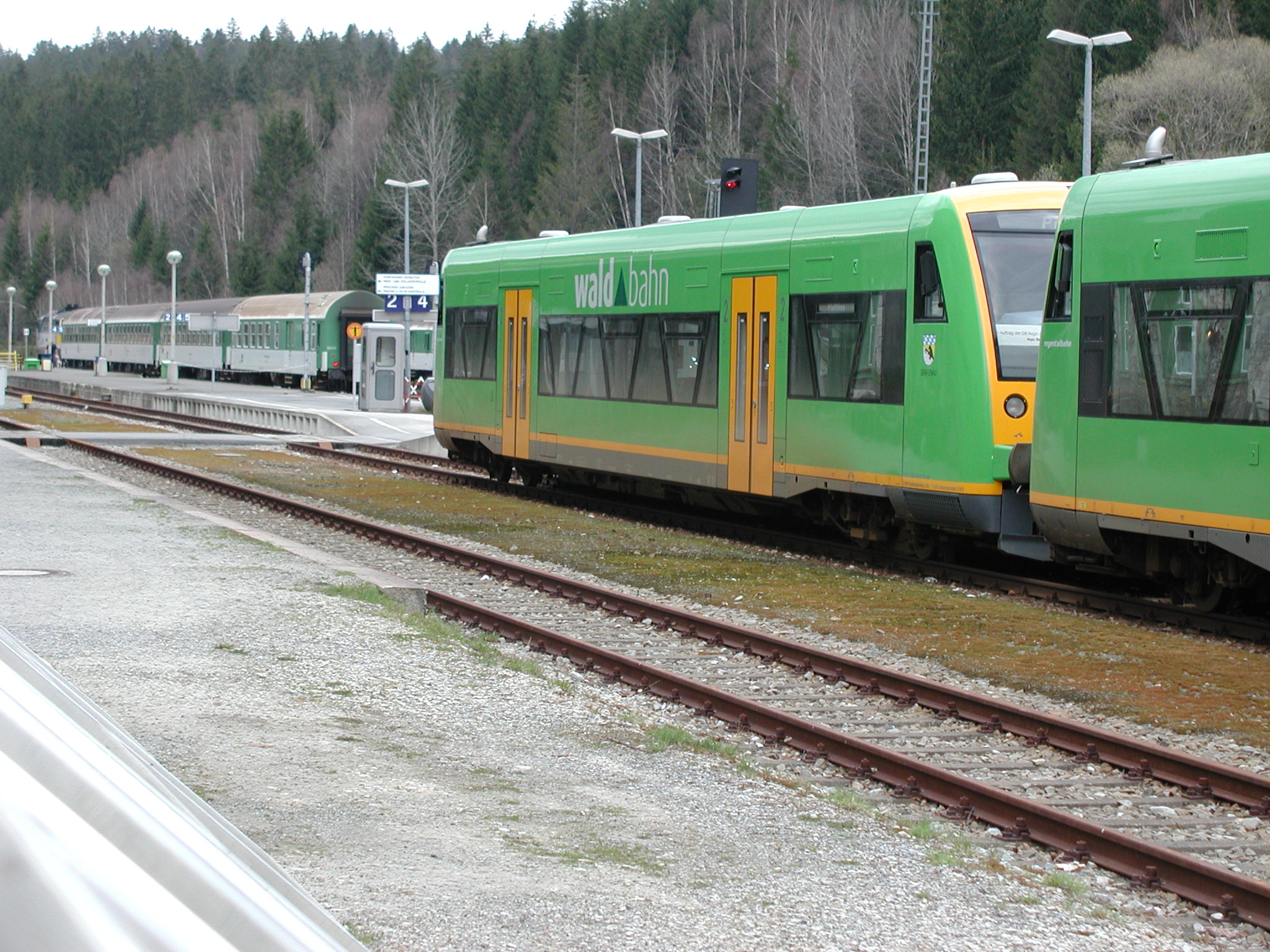
Bahnhof Bayerisch Eisenstein / Železná Ruda-Alžbětín mit deutscher Waldbahn und tschechischem Schnellzug

Nach dem Ausbau der drei Bahnstrecken wurde im Jahr 2003 ein integrierter Taktverkehr auf den Bahnstrecken der Zwieseler Spinne eingeführt. Der Bahnhof Zwiesel ist dabei Taktknoten dieser Strecken. Die Züge nach Bayr. Eisenstein, Plattling und Bodenmais verkehren im Stundentakt, Grafenau wird alle 120 Minuten bedient. Diese treffen jeweils kurz vor der vollen Stunde in Zwiesel ein und fahren nach kurzem Aufenthalt weiter. So entstehen kurze Umsteigezeiten zwischen den Zügen.
Der Fahrplan wurde außerdem auf den Bahnhof Plattling ausgerichtet, damit dort der Taktknoten mit Anschlüssen an den niederbayerischen Regionalverkehr nach München, Passau und Regensburg und an den internationalen ICE-Verkehr in Richtung Frankfurt am Main über Nürnberg oder Wien erreicht wird.
In Bayerisch Eisenstein besteht Anschluss an den tschechischen Nahverkehr nach Klatovy/Pilsen sowie an den Schnellzug-Verkehr der České dráhy in Richtung Prag. Die Umsteigezeiten betragen hier zwischen 15 und 30 Minuten.
Auch die am 12. September 2016 reaktivierte Linie Gotteszell–Viechtach wurde in den Taktfahrplan eingebunden. Hier besteht kurz vor der halben Stunde Anschluss in Richtung Plattling bzw. aus Richtung Zwiesel und kurz nach der halben Stunde Anschluss in Richtung Zwiesel bzw. aus Richtung Plattling.
2018 wurde der Betrieb auf der Strecke Gotteszell–Viechtach bis September 2021 verlängert. Andernfalls wäre im September 2018 der Betrieb ausgelaufen.
| Liniennummer       | Liniennummer        | Verlauf                                                       | Länge | Stationen | Betriebsaufnahme   |
| (ab 13. Dez. 2020) | (bis 12. Dez. 2020) | Verlauf                                                       | Länge | Stationen | Betriebsaufnahme   |
| ------------------ | ------------------- | ------------------------------------------------------------- | ----- | --------- | ------------------ |
| RB35               | WBA 1               | Bayerisch Eisenstein – Zwiesel (Bay) – Gotteszell – Plattling | 72 km | 11        | 15. Dezember 2013  |
| RB36               | WBA 3               | Zwiesel (Bay) – Grafenau                                      | 32 km | 9         | 15. Dezember 2013  |
| RB37               | WBA 2               | Bodenmais – Zwiesel (Bay)                                     | 15 km | 5         | 15. Dezember 2013  |
| RB38               | WBA 4               | Viechtach – Gotteszell                                        | 25 km | 8         | 12. September 2016 |

## Fahrzeuge
Insgesamt verkehren zwölf Triebwagen des Typs Regio-Shuttle der Baujahre 1996 und 1997. Ein Großteil der Triebwagen trägt Namen von angefahrenen Gemeinden oder Einrichtungen der Region. Die Triebwagen haben klassische Schraubenkupplungen und wurden von Adtranz hergestellt. Die zwölf Fahrzeuge besitzen im Niederflurteil eine 3+2-Bestuhlung mit insgesamt 77 Sitzplätzen. Bis 2014 waren noch zwei weitere, 2004 von Stadler Rail nachgelieferte, Fahrzeuge im Einsatz. Diese Triebwagen ersetzten zuvor eingesetzte ältere Triebwagen der Baureihe 515. Sie weichen von ihren Vorgängern in Details ab. Sie besitzen eine Klimaanlage, eine leicht stärkere Motorisierung und eine 2+2-Bestuhlung im Niederflurteil. Zur Betriebsaufnahme des Oberpfalznetzes wurden sie mit Mittelpufferkupplungen versehen und an die Oberpfalzbahn abgegeben. Das Betriebswerk befindet sich in Viechtach. Zusätzlich wurde 2013 eine Werkstätte am Zwieseler Bahnhof eröffnet, um aufwändige Zuführungsfahrten über die Bahnstrecke Gotteszell–Viechtach zu vermeiden.
Die Fahrzeuge tragen seit August 2006 eine grün-gelbe Lackierung. Diese ist invers zur Lackierung der benachbarten Oberpfalzbahn, die gleichfalls von der Länderbahn betrieben wird. Zuvor trugen die Fahrzeuge eine weiß-grün-rote Lackierung, die Umlackierung begann 2002.

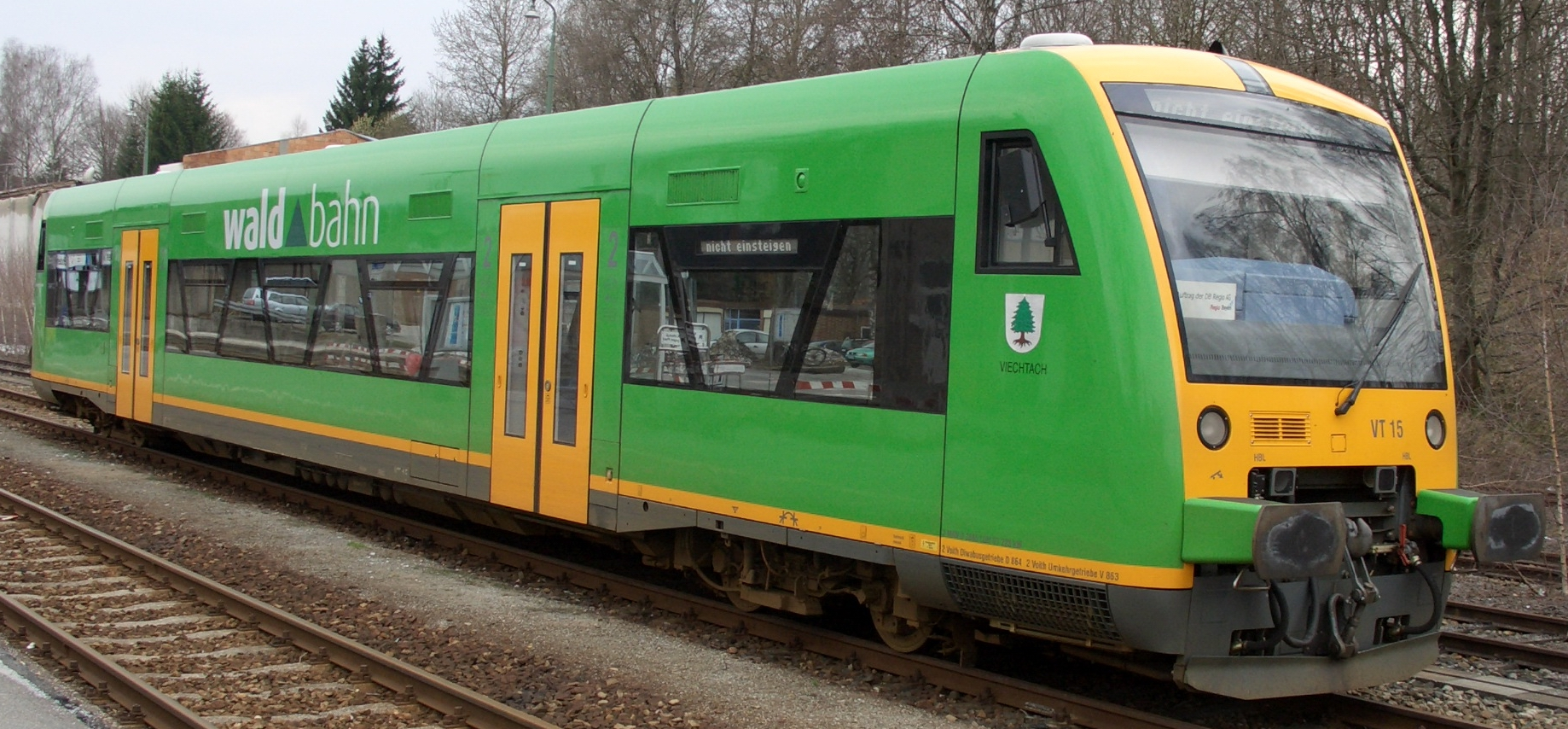
Triebwagen VT 15 der Waldbahn im Bahnhof Zwiesel

Für die Reaktivierung der Bahnstrecke Gotteszell–Viechtach wurden 2016 fünf 2004 von Stadler Rail gebaute Regio-Shuttles der Netinera-Konzernschwester Ostdeutsche Eisenbahn (ODEG) beschafft. Diese wurden an den Seiten dem Waldbahn-Design angeglichen, besitzen jedoch an der Frontpartie und an den Türen weiterhin die alte ODEG-Gestaltung. Im Gegensatz zu den übrigen Waldbahn-Fahrzeugen sind diese klimatisiert, besitzen eine behindertengerechte Toilette, bieten Platz für zehn statt sechs Fahrräder, sind großteils in Reihenbestuhlung ausgestattet, haben kein Fahrgastinformationssystem, haben eine 2+2 Bestuhlung, 72 statt 77 Sitzplätze und besitzen an zwei Vierer-Sitzgruppen Steckdosen.

## Haltestellen
Die einzelnen Haltestellen der Waldbahn sollen nach und nach modernisiert werden.[veraltet] Ein besonderes Augenmerk liegt hierbei auf der Barrierefreiheit. Größte Baumaßnahmen waren bisher der Neubau des Mittelbahnsteigs des Bahnhofs Zwiesel, der Neubau der Haltestelle Ludwigsthal in unmittelbarer Nähe des Hauses zur Wildnis sowie der Umbau des Grafenauer Bahnhofs und Busbahnhofs. Von den insgesamt 22 Bahnhöfen und Haltestellen auf deutscher Seite sind bis Dezember 2009 nur noch vier nicht barrierefrei. Auf tschechischer Seite liegen in Železná Ruda drei weitere Haltestellen. Ab Dezember 2014 sollten, mit der Verlängerung bis Klatovy, im Netz der Waldbahn, zwölf weitere Haltestellen bis zum Endbahnhof Klatovy (Klattau) auf tschechischer Seite hinzukommen. Dies wurde allerdings noch nicht realisiert (2018).
Seit dem 15. Dezember 2013 gibt es den neu gebauten Haltepunkt Grafling-Arzting zwischen Deggendorf und Gotteszell, nachdem 30 Jahre lang keine Station im Graflinger Tal bestand.
Seit dem 12. September 2016 verkehren zwischen Gotteszell und Viechtach im Zuge eines zweijährigen Probebetriebes Züge der Waldbahn. Die Haltepunkte an der Strecke wurden durch die Länderbahn entweder umgebaut oder komplett neu errichtet. Zum Waldbahn-Streckennetz hinzu kamen die Stationen Ruhmannsfelden, Patersdorf, Teisnach Rohde & Schwarz, Teisnach, Gumpenried-Asbach, Schnitzmühle und Viechtach. Auf der Linie verkehrt seitdem die Waldbahn-Linie 4 (WBA 4). Diese löste nach 25 Jahren die sonntägliche Freizeitbahn Wanderbahn im Regental ab. Deren ehemaligen Haltestellen Gstadt, Schönau-Neunußberg und Böbrach Tunnel werden aufgrund ihrer Abgelegenheit nicht mehr bedient.

## Referenzstrecken der Bayerischen Eisenbahngesellschaft
Die Waldbahn ist eine von vier Referenzstrecken der Bayerischen Eisenbahngesellschaft (BEG). Diese Bahnstrecken stehen unter besonderer Beachtung der BEG, um verschiedene innovative Konzepte zur Qualitätssteigerung zu evaluieren.
Im Zuge dessen wurden verschiedene Maßnahmen zur Steigerung der Attraktivität getestet. So wurden alle Haltestellen mit Info-Vitrinen ausgestattet sowie Wegweiser zu den Haltestellen und Bahnsteigen aufgestellt.
Die Waldbahn ist daneben in das Nationalpark-Verkehrskonzept Bayerischer Wald integriert.

## Tarif
Auf diesen Strecken gelten die Haustarife der DB Regio sowie das Bayern-Ticket. Daneben gibt es mit dem Bayerwald-Ticket ein regionales Verbundticket auf diesen Strecken. Auf diesem Verbundticket basiert das Gästeservice Umweltticket (GUTi), bei dem die Kurkarte als Fahrschein gilt.
Neben diesen deutschen Fahrausweisen bietet die tschechische Bahn mit ihren „+DB“-Angeboten diverser Tagestickets auch Billette für grenznahe deutsche Bahnstrecken, darunter der Waldbahn, an.
Auf dem gesamten Streckennetz gilt darüber hinaus das Waldbahn-Tagesticket, das Jugend-Freizeit-Monats-Ticket, das Freizeitmonatsticket (jeweils Waldbahn-Netz) und das Servus-Ticket (Länderbahn/agilis-Streckennetz).

## KulTOUR in der Waldbahn
In der Reihe „KulTOUR in der Waldbahn“ werden regelmäßig am letzten Sonntag des Monats Fahrten zur Regionalen Kultur und Lebensart durchgeführt, bei denen die Anreise mit der Waldbahn erfolgt. Hierbei wird bereits auf der Fahrt eine Einstimmung auf die Veranstaltung geboten, wie etwa der Zustieg von Musikanten oder Raunachtsgeistern.

## Patenschaften
Für einzelne Waldbahn-Triebwagen übernahmen verschiedene Kommunen und Institutionen Patenschaften:
- VT 15 – Viechtach
- VT 16 – Naturpark Bayerischer Wald
- VT 17 – Grafenau
- VT 18 – Zwiesel
- VT 19 – Frauenau
- VT 20 – Deggendorf
- VT 21 – Regen
- VT 22 – Kinderbärchenland Bayerischer Wald
- VT 23 – Gotteszell
- VT 24 – Kinderbärchenland Nationalpark Bayerischer Wald
- VT 25 – Eisenstein
- VT 26 – Grenzenlose Waldwildnis Nationalpark Bayerischer Wald/Národní park Šumava
- VT 28 – Železná Ruda

## Sonstiges
- Züge der Waldbahn waren in Folgen des Forsthaus Falkenau und im Kinofilm Die Hummel zu sehen.
- Die Waldbahn-Regio-Shuttle fuhren neben anderen Zügen auf den Bahnstrecken Freilassing–Bad Reichenhall und Bad Reichenhall–Berchtesgaden von Dezember 2009 bis Februar 2010 Ersatzverkehre, bis die regulären Züge der Bauart FLIRT der Berchtesgadener Land Bahn einsatzbereit waren.
- Die Ilztalbahn GmbH mietet für ihre Verkehre auf der Bahnstrecke Passau–Freyung regelmäßig Waldbahn-Fahrzeuge an. Diese bilden seit der Aufnahme des Fahrbetriebs im September 2010 den Großteil der Personenzüge auf dieser Strecke. Für diese Einsätze werden sie diese an den Seitenwänden mit Folien mit der Aufschrift „Ilztalbahn“ beklebt und mit Zuglaufschildern versehen.
- Am 8. Februar 2015 waren die Wahlberechtigten im Landkreis Regen aufgerufen, in einem Bürgerentscheid über einen zweijährigen Probebetrieb der Reaktivierung der Bahnstrecke Gotteszell–Viechtach für den Personenverkehr abzustimmen. Dabei sollte geklärt werden, ob sich der Landkreis bereit erklären solle, im Falle von ungenügender Reisendenzahl während des Probebetriebs 10 % der anfallenden Kosten und parallel dazu die Wegekostenfreiheit für Schüler sicherzustellen. Sowohl die Reaktivierung der Bahnstrecke für den ÖPNV als auch der vom Kreisrat beschlossene Bürgerentscheid wurden in Internet-Medien und in der Lokalzeitung heftig diskutiert. Bei der Abstimmung votierten die Wahlberechtigten mit einer Mehrheit von 63,9 % der abgegebenen Stimmen (bei einer Wahlbeteiligung von 20,9 %) für den Probebetrieb.[9][10][11]
- Während der Hitzewelle 2018 hoben und verschoben sich die Gleise zwischen Gotteszell-Bahnhof und Ruhmannsfelden am 29. Juli auf einer Länge von drei Metern. Der Zugverkehr wurde eingestellt, Medien berichteten bundesweit.[12][13]